# Ochodnica

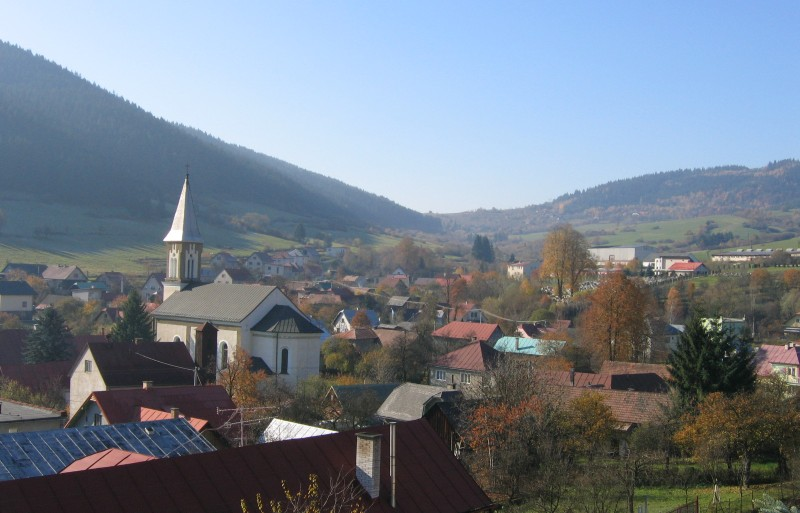
Ochodnica

Ochodnica (Hongaars: Ösvényes) is een Slowaakse gemeente in de regio Žilina, en maakt deel uit van het district Kysucké Nové Mesto.
Ochodnica telt 1.947 inwoners.